# 西兰岛北线铁路
西兰岛北线铁路（丹麦语：Nordbanen）是一条位于丹麦西兰岛东北部的铁路。南起哥本哈根火车总站，经希勒勒站，北至赫尔辛格站。1863年10月1日首通，首通至今线路及车站均有多次变化。1863年10月1日首通时的北端终点位于灵比站。1864年，西兰岛北线铁路北端终点延至赫尔辛格站。
其中，希勒勒站⟷赫尔辛格站部分现时又称“西兰岛小北线铁路”，现由丹麦地方铁路公司运营。哥本哈根火车总站⟷希勒勒站部分现由丹麦国家铁路运营，丹麦国家铁路现时使用该段开行哥本哈根市郊铁路列车。现时在部分资料中，狭义的“西兰岛北线铁路”仅包括哥本哈根火车总站⟷希勒勒站部分。西兰岛北线铁路虽是连接哥本哈根与赫尔辛格间的铁路，但不是两地之间距离最短的铁路（哥本哈根与赫尔辛格间距离最短的铁路是西兰岛海岸铁路），而是向西绕了一个大弯。

## 运营中车站
| 站名             | 备注                                                      |
| ---------------- | --------------------------------------------------------- |
| 哥本哈根火车总站 | 西兰岛北线铁路南端起点                                    |
| 西门站           |                                                           |
| 北门站           |                                                           |
| 东门站           |                                                           |
| 北港站           |                                                           |
| 天鹅磨坊站       |                                                           |
| 海勒鲁普站       |                                                           |
| 伯恩斯托夫路站   |                                                           |
| 根措夫特站       |                                                           |
| 耶厄斯堡站       |                                                           |
| 灵比站           |                                                           |
| 无忧站           |                                                           |
| 维鲁姆站         |                                                           |
| 霍尔特站         |                                                           |
| 比克勒站         |                                                           |
| 赫沃爾特站       | 军用车站，在很多版本的地图中不标注                        |
| 阿勒勒站         |                                                           |
| 希勒勒站         | 狭义的西兰岛北线铁路北端终点。 西兰岛小北线铁路南端起点。 |
| 格伦霍尔特站     |                                                           |
| 树丛山站         |                                                           |
| 弗雷登斯堡站     |                                                           |
| 朗厄勒站         |                                                           |
| Kvistgård站      |                                                           |
| 默德鲁普站       |                                                           |
| 斯内克斯滕站     |                                                           |
| 赫尔辛格站       | 广义的西兰岛北线铁路北端终点。 西兰岛小北线铁路北端终点。 |